# Luces no bélicas
«Luces no bélicas» es una canción del grupo chileno Lucybell, la cual fue escrita por el líder del grupo musical, Claudio Valenzuela. Fue el primer sencillo promocional del álbum Amanece (2000).